# Хупта
Хупта (Купта, устаревшее: Упта) — река в России, протекает в Рязанской области. Устье реки находится в 68 км по правому берегу реки Ранова. Длина реки составляет 101 км.

## Данные водного реестра
По данным государственного водного реестра России относится к Окскому бассейновому округу, водохозяйственный участок реки — Проня от истока до устья, речной подбассейн реки — бассейны притоков Оки до впадения Мокши. Речной бассейн реки — Ока.
Код объекта в государственном водном реестре — 09010102112110000025639.

### Притоки (км от устья)
- 10 км: река Алешня
- 15 км: река Малая Хупта
- 19 км: река Малая Алешня (Лупиловка)
- 34 км: река Лапоток
- 57 км: река Бурминка
- 58 км: ручей Ольховка
- 89 км: река Вишнёвка